# Die Bar von Maurice
Die Bar von Maurice (Originaltitel: Maurice’s Bar) ist ein animierter französischer Kurzfilm von Tom Prezman und Tzor Edery aus dem Jahr 2023. Der Film erzählt die Geschichte eines jungen Mannes aus Algerien, der in den 1900er Jahren in Paris die zweite Queer-Bar der Stadt führte.

## Handlung
Der Film beginnt 1942 mit einer Zugfahrt durch das besetzte Frankreich. In diesem Zug erinnert sich eine Dragqueen an frühere Zeiten. Der Zuschauer wird durch die Erzählungen der unbekannten Person in die Zeit vor 33 Jahren zurückversetzt, als eine queere Kneipe mit dem Namen Maurice's Bar in Paris florierte.
In der Bar wird Maurice durch den geflüsterten Tratsch der Gäste für den Zuschauer vorgestellt, als er die Bar betritt. Er stammt aus Algerien, ist eine Dragqueen, Jude und Besitzer des Etablissements. Außerdem ist er am ganzen Körper tätowiert und augenscheinlich en vogue. Im weiteren Verlauf des Films wird das Nachtleben in der Bar gezeigt; es wird sich lautstark unterhalten, getanzt und getrunken. Am Kopf der Menge findet auf der Bühne ein Varieté-Programm statt. Unbemerkt von der frohen Gesellschaft versammelt sich draußen auf der Straße die Polizei mit Diensthunden. Nachdem einige Zeit vergangen ist, wird die Kneipe brutal von der Polizei gestürmt. Am Tag darauf, bei Tageslicht, ist die Bar zerstört und überall liegen Bruchstücke. Die Szene wechselt wieder zurück in den Zug, in dem die Dragqueen erzählt wie die „Perversen“, Ausländer und „Entarteten“ die Repressionen der grausamen Autorität erdulden müssen, vor 33 Jahren und jetzt, im Krieg. Sie denkt dann an Maurice: „Du wirst in einem dieser verfluchten Lager sterben. Ich werde dich nie wieder sehen. Mir bleiben nur die Erinnerungen an die Bar. Und an dich.“
Die Geschichte beruht auf wahren Begebenheiten. Moïse „Maurice“ Zekri, war eine reale Person, auch seine Bar existierte, sie eröffnete 1906 in Paris. Er wurde 1942 in Auschwitz ermordet.

## Produktion
Produziert wurde der Animationsfilm von Sacrebleu Productions und 2023 in der Kurzfilm-Auswahl des Festival von Annecy gezeigt. Weiterhin wurde er auf dem Curtas Vila do Conde gespielt. Für die Zeichnung des Filmes wurden Radierungen erstellt, welche dann als Vorlage für die Struktur eines digitalen Pinsels dienten. Mit dieser Vorgehensweise sollten die Stile von Radierungen und Aquatinta nachgeahmt werden, welche zu Beginn des 20. Jahrhunderts verbreitet waren. Die Bilder des Films vermitteln eine Atmosphäre als befände sich der Betrachter in einer von Henri de Toulouse-Lautrec gemalten Szenerie.